# Dominación femenina

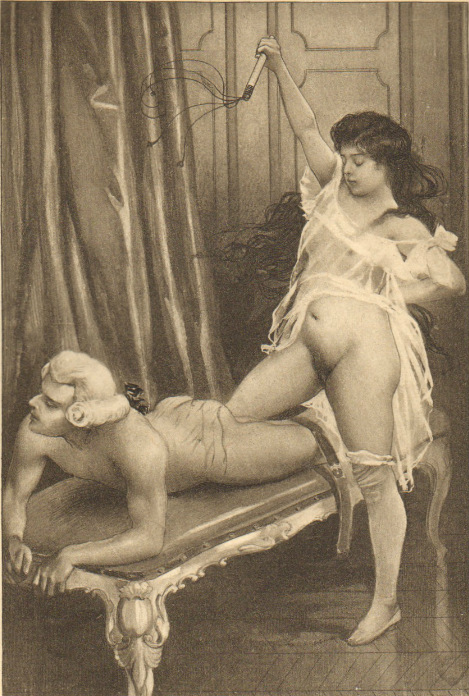
Ilustraciones de Paul Avril para Fanny Hill. 1907: Fanny azota al Sr. Barville.

La dominación femenina (o femdom, del inglés female dominance) es cualquier práctica BDSM en la que la parte dominante es femenina. Habitualmente, a la mujer dominante se le llama Dómina, «Ama» o Dominatrix, dependiendo del contexto o de las preferencias personales. Una dominatrix no tiene necesariamente que dominar a una pareja masculina; puede tener también una mujer sumisa, aunque a esa relación, en inglés, se le llama lezdom, en oposición al femdom.

## Relación de pareja y actividades asociadas
Se podría afirmar que hay cierta confusión entre la base de la dominación femenina, como relación de pareja, y sus prácticas.

### Base de la relación
En la dominación femenina, la mujer decide y su sumiso acepta voluntariamente el liderazgo de la mujer. El femdom tiene un enfoque eminentemente sexual. Desde otro ángulo menos sexual, existen las llamadas relaciones lideradas por la mujer (FLR, del inglés female lead relationship).

### Las prácticas de dominación femenina

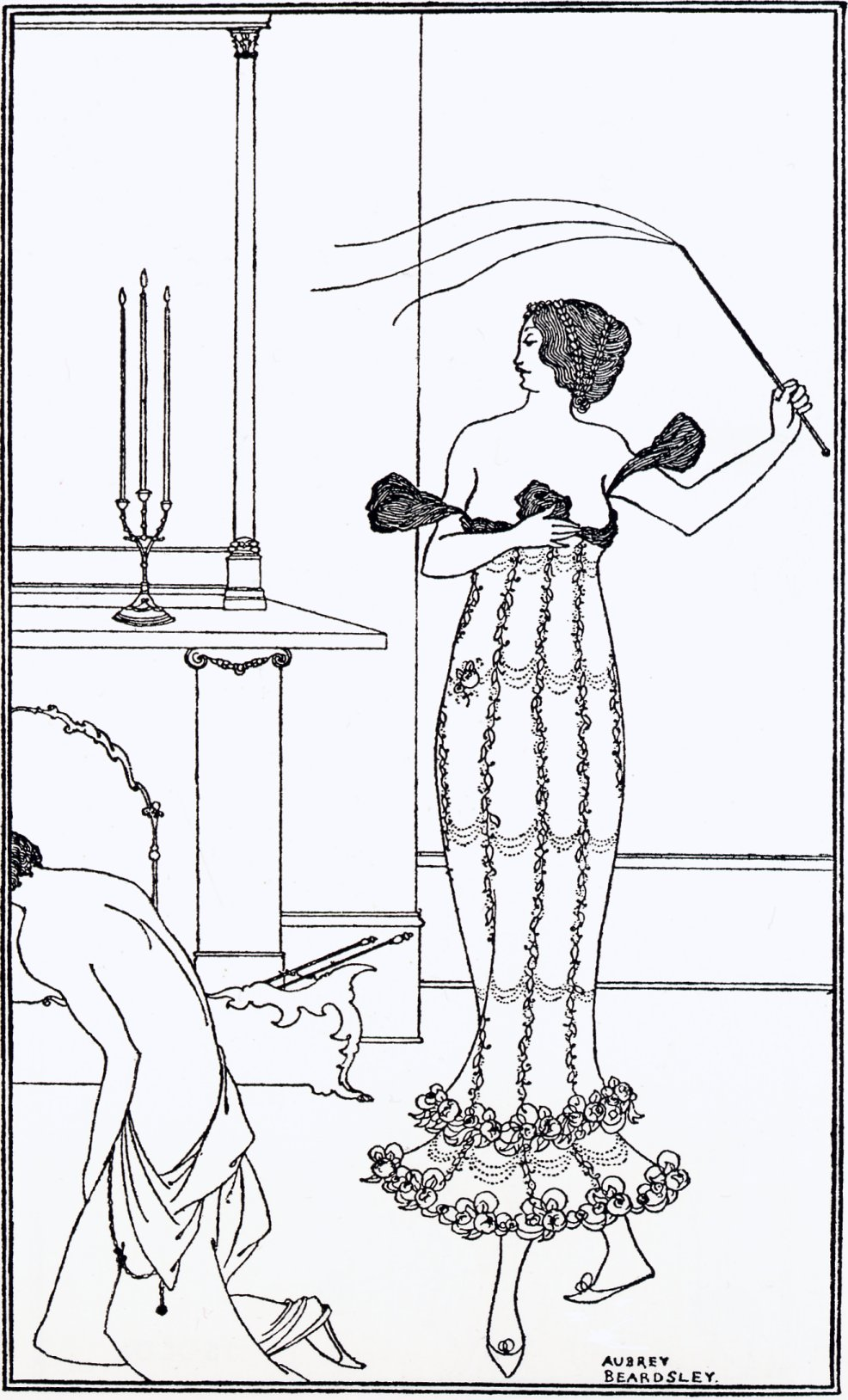
Una ilustración de la obra A Full and True Account of the Wonderful Mission of Earl Lavender, dibujo de Aubrey Beardsley, 1895.

Al igual que en otras orientaciones BDSM, no existe un conjunto predefinido de actividades que pertenezcan necesariamente al campo de la dominación femenina. Generalmente, la mujer dominante determina las actividades concretas en el contexto de un encuentro mutuamente consensuado.
Algunas prácticas de dominación femenina son las siguientes:
- Adoración de los pies: El sumiso es obligado a besar los pies, las piernas o el calzado de la dómina.
- Arnés con consolador: La mujer penetra al hombre (pegging) con un arnés sujeto a la cintura, que incluye un consolador exterior. Existen diferentes variantes de arneses, algunos incluyen un pequeño consolador interior que permite a la mujer recibir excitación y llegar al orgasmo.
- Azotes (spanking, en inglés): La mujer azota al sumiso como castigo erótico.
- Bisexualidad forzada: La mujer obliga al sumiso a tener sexo oral y/o anal con otro hombre, en su presencia.
- Bofetones: La mujer abofetea al hombre. Puede combinarse con la humillación verbal (véase humillación erótica).
- Candaulismo: La mujer muestra al sumiso o imágenes de él en completa desnudez a otras personas, con el fin de obtener gratificación sexual. Es una variante de la humillación.
- Control de la alimentación: El sumiso es obligado a alimentarse con reglas/situaciones que limitan la forma de alimentación diaria, como una postura, dieta o una ubicación específica. Por ejemplo, la mujer puede tener sus comidas en una mesa, mientras el sumiso la acompaña comiendo arrodillado a su lado. Asimismo, ella puede agregar prácticas humillantes, como pisar la comida del sumiso con o sin calzado, no dejarle usar las manos, u obligándolo a comer directamente del suelo.
- Control de castidad: La mujer obliga al sumiso o sumisa a utilizar un dispositivo de control de acceso a sus genitales (p. ej., un cinturón de castidad). El dispositivo solo puede ser desbloqueado a través de un mecanismo, eléctrico o mecánico, que es controlado por la mujer.
- Edging (o control del orgasmo, u orgasmo fallido): La mujer excita al sumiso hasta casi alcanzar el orgasmo, sin dejarle eyacular.
- Escupir al sumiso u obligarle a comer o a beber de su boca es otra práctica.
- Exhibicionismo: La mujer tiene relaciones sexuales con el sumiso en sitios públicos donde pueden ser descubiertos.
- Facesitting: La mujer se sienta encima de la cara del sumiso. Esta práctica se puede hacer con la mujer vestida, en ropa interior o bien con la mujer desnuda, como una variante del cunnilingus forzado o bien obligando al hombre a practicar el beso negro (estimulación anal con la lengua).
- Humillación verbal: La mujer domina al hombre con comentarios humillantes sobre su físico o su masculinidad.
- Lluvia dorada o urolagnia: La mujer orina encima del sumiso.
- Pisotear (trampling o sexual trampling, en inglés): El sumiso es humillado siendo pisoteado por la dómina con o sin zapatos.
- Servidumbre: El hombre realiza tareas domésticas (limpieza del hogar, jardinería, cocinar, lavado del vehículo, etc) y todas otras aquellas actividades que la mujer no desea hacer por considerarlas engorrosas tales como trámites, compras, filas, etc. El hombre no recibe ninguna retribucion por este servicio y hasta en ocasiones el es quien le paga a la mujer por permitirle realizar estas actividades.
- Sexo oral forzado (ver también irrumación): La mujer es satisfecha por el hombre, sujetando al hombre por la cabeza.
- Tortura de genitales (cock and ball torture, en inglés): La mujer castiga al sumiso, clavando las uñas o bien pisando con los pies/calzado o dando patadas en los genitales. También puede usar herramientas u objetos con los que aplica dolor.

La dominación femenina data de la Antigüedad, pero se acrecentó y se difundió a partir del pensamiento feminista y del rol activo de la mujer en la sociedad moderna occidental. Un estudio de 1985 muestra que el 30 por ciento de los participantes en prácticas BDSM son mujeres.
Un estudio de 1995 indica que el 90 por ciento de las mujeres heterosexuales interesadas en BDSM prefieren ser sumisas y prefieren tener una pareja dominante, mientras que el 71 por ciento de los hombres heterosexuales prefieren el papel de dominante.

## Información en español
Existen diversos libros, sitios web y blogs en español sobre el tema. 

### Libros

#### En inglés
Los libros más conocidos son Female Domination y The Femdom Experience, de la escritora norteamericana Elise Sutton (LuLu Publishing). En Internet, existen traducciones al español del primer libro.